# Estación de Rio Seco
El Apeadero de Río Seco fue una plataforma ferroviaria de la Línea del Algarve, que servía a la zona de Río Seco, en el ayuntamiento de Faro, en Portugal.

## Historia
El tramo entre Faro y Olhão, donde se encontraba este apeadero, fue abierto a la explotación el 1 de mayo de 1904.